# قائمة جوائز الطب
قائمة جوائز الطب هذه عبارة عن فهرس لمقالات حول الجوائز البارزة للمساهمات في الطب وعلم وممارسة إنشاء التشخيص والتشخيص والعلاج والوقاية من الأمراض.

## آسيا
| دولة                     | جائزة                                            | راعي                             | ملحوظات |
| ------------------------ | ------------------------------------------------ | -------------------------------- | --- |
| دبي                      | جائزة الشيخ حمدان بن راشد آل مكتوم للعلوم الطبية | مجلس الأمناء                     | البحوث الطبية التي تخدم المصالح الأكبر للإنسانية |
| هونج كونج                | جائزة شو                                         | مؤسسة جائزة شو                   | مساهمات بارزة في الطب |
| الهند                    | جائزة الدكتور بي سي روي                          | المجلس الطبي الهندي              | حنكة الدولة من أعلى مرتبة في الهند، رجل طبي، رجل دولة، شخصية طبية بارزة، شخصية بارزة في الفلسفة، شخصية بارزة في العلوم وشخصية بارزة في الفنون                  |
| الهند                    | جائزة أوم براكاش بهاسين                          | مؤسسة شري أوم براكاش بهاسين      | العلوم الصحية والطبية |
| إيران                    | مهرجان بحوث الرازي للعلوم الطبية                 | وزارة الصحة والتعليم الطبي       | الابتكار والبحث في العلوم الطبية |
| إسرائيل                  | جائزة وولف في الطب                               | مؤسسة وولف                       | الدواء |
| اليابان                  | جائزة هيديو نوغوتشي أفريقيا                      | الوكالة اليابانية للتعاون الدولي | إنجازات بارزة في مجالات البحث الطبي والخدمات الطبية لمكافحة الأمراض المعدية والأمراض الأخرى في أفريقيا، مما يساهم في صحة ورفاهية الشعب الأفريقي والبشرية جمعاء |
| اليابان                  | جائزة كيو للعلوم الطبية                          | جامعة كيو                        | مساهمات كبيرة في مجال العلوم الطبية أو علوم الحياة |
| كوريا الجنوبية           | جائزة أسان في الطب                               | مؤسسة اسان                       | علماء الطب يكرسون أنفسهم لتطوير الطب في البلاد |
| كوريا الجنوبية           | جائزة هوام في الطب                               | مؤسسة هو آم / سامسونج            | الأفراد من التراث الكوري الذين عززوا رفاهية البشرية من خلال الإنجازات المتميزة في مجال الطب                                                                    |
| تايلاند                  | جائزة الأمير ماهيدول                             | مؤسسة جائزة الأمير ماهيدول       | إنجازات بارزة في الطب والصحة العامة في جميع أنحاء العالم |
| المملكة العربية السعودية | جائزة الملك فيصل                                 | مؤسسة الملك فيصل                 | |

## أوقيانوسيا
| دولة     | جائزة                            | راعي                             | ملحوظات                                                                                                  |
| -------- | -------------------------------- | -------------------------------- | --- |
| أستراليا | ميدالية فلوري                    | المعهد الاسترالي للسياسة والعلوم | البحوث الطبية الحيوية                                                                                    |
| أستراليا | ميدالية جوتشالك                  | الأكاديمية الأسترالية للعلوم     | بحث متميز قام به علماء أستراليون تحت سن 40 عامًا للبحث في العلوم الطبية التي أجريت بشكل رئيسي في أستراليا |
| أستراليا | جوائز معهد نيو ساوث ويلز للسرطان | معهد السرطان في نيو ساوث ويلز    | الأفراد والفرق التي تعمل في جميع أنحاء قطاع أبحاث السرطان لتقليل تأثير السرطان على سكان نيو ساوث ويلز    |

## أنظر أيضا
مسابقات وجوائز في مجال التكنولوجيا الحيوية